# Aralhalli, Shahpur
Aralhalli là một làng thuộc tehsil Shahpur, huyện Gulbarga, bang Karnataka, Ấn Độ.